# Gran Premio delle Vetture Turismo
Il Gran Premio delle Vetture Turismo è stato una corsa automobilistica di velocità in circuito.

## Albo d'oro
| Anno | Nome                                                      | Piloti                                                   | Vettura                          | Serie | Resoconto |
| ---- | --------------------------------------------------------- | -------------------------------------------------------- | -------------------------------- | ----- | --------- |
| 1960 | 6 Ore del Nürburgring                                     | Leopold von Zedlitz Rudi Golderer                        | Mercedes-Benz 220 SE             | ?     | Resoconto |
| 1961 | 6 Ore delle Vetture Turismo                               | Peter Lindner Peter Nöcker                               | Jaguar Mark II                   | ?     | Resoconto |
| 1962 | Gran Premio delle Vetture Turismo                         | Peter Lindner Peter Nöcker                               | Jaguar Mark II                   | ?     | Resoconto |
| 1963 | Gran Premio delle Vetture Turismo                         | Peter Lindner Peter Nöcker                               | Jaguar Mark II                   | ETCC  | Resoconto |
| 1964 | Gran Premio delle Vetture Turismo                         | Eugen Böhringer Dieter Glemser                           | Mercedes-Benz 300 SE             | ETCC  | Resoconto |
| 1965 | Gran Premio delle Vetture Turismo                         | John Whitmore Jack Sears                                 | Ford Cortina Lotus               | ETCC  | Resoconto |
| 1966 | Gran Premio delle Vetture Turismo                         | Andrea De Adamich Teodoro Zeccoli                        | Alfa Romeo Giulia GTA            | ETCC  | Resoconto |
| 1967 | Gran Premio delle Vetture Turismo                         | Lucien Bianchi Jean Rolland                              | Alfa Romeo Giulia GTA            | ETCC  | Resoconto |
| 1968 | Gran Premio delle Vetture Turismo                         | Hubert Hahne Dieter Quester David Hobbs                  | BMW 2002                         | ETCC  | Resoconto |
| 1969 | Gran Premio delle Vetture Turismo                         | Toine Hezemans Gijs van Lennep                           | Porsche 911                      | ETCC  | Resoconto |
| 1970 | Gran Premio delle Vetture Turismo                         | Andrea De Adamich Gianluigi Picchi                       | Alfa Romeo 2000 GTAm             | ETCC  | Resoconto |
| 1971 | Gran Premio delle Vetture Turismo - 6 Ore del Nürburgring | Dieter Glemser Helmut Marko                              | Ford Capri RS 2600               | ETCC  | Resoconto |
| 1972 | Gran Premio delle Vetture Turismo                         | John Fitzpatrick Hans Heyer Rolf Stommelen               | BMW 2800 CS                      | ETCC  | Resoconto |
| 1973 | Gran Premio delle Vetture Turismo                         | Hans-Joachim Stuck Chris Amon                            | BMW 3.0 CSL                      | ETCC  | Resoconto |
| 1974 | Gran Premio delle Vetture Turismo                         | Hans Heyer Klaus Ludwig                                  | Ford Escort RS 1600              | ETCC  | Resoconto |
| 1975 | Gran Premio delle Vetture Turismo                         | Helmut Kelleners Harald Grohs                            | BMW 3.0 CSL                      | ETCC  | Resoconto |
| 1976 | Gran Premio delle Vetture Turismo                         | Hughes de Fierlant Gunnar Nilsson Claude De Wael         | BMW 3.0 CSL                      | ETCC  | Resoconto |
| 1977 | Gran Premio delle Vetture Turismo                         | Gunnar Nilsson Dieter Quester                            | BMW 3.0 CSL                      | ETCC  | Resoconto |
| 1978 | Gran Premio delle Vetture Turismo                         | Werner Schommers Jörg Denzel Armin Hahne                 | Ford Escort RS1800               | ETCC  | Resoconto |
| 1979 | Gran Premio delle Vetture Turismo                         | Carlo Facetti Martino Finotto                            | BMW 3.0 CSL                      | ETCC  | Resoconto |
| 1980 | Gran Premio delle Vetture Turismo                         | Clemens Schickentanz Jörg Denzel                         | Mercedes 450 SLC                 | ETCC  | Resoconto |
| 1981 | Gran Premio delle Vetture Turismo - Divisione I           | Bob Wollek                                               | Porsche 935                      | DRM   | Resoconto |
| 1981 | Gran Premio delle Vetture Turismo - Divisione II          | Hans Heyer                                               | Lancia Beta Montecarlo Turbo     | DRM   | Resoconto |
| 1982 | Gran Premio delle Vetture Turismo                         | Tom Walkinshaw Chuck Nicholson Pierre Dieudonné          | Jaguar XJ-S                      | ETCC  | Resoconto |
| 1983 | Gran Premio delle Vetture Turismo                         | Dieter Quester Manfred Winkelhock                        | BMW 635 CSi                      | ETCC  | Resoconto |
| 1984 | Gran Premio delle Vetture Turismo                         | Helmut Kelleners Gianfranco Brancatelli                  | BMW 635 CSi                      | ETCC  | Resoconto |
| 1985 | Gran Premio delle Vetture Turismo                         | Gianfranco Brancatelli Thomas Lindström Pierre Dieudonné | Volvo 240 Turbo                  | ETCC  | Resoconto |
| 1986 | Gran Premio delle Vetture Turismo                         | Roberto Ravaglia Emanuele Pirro Dieter Quester           | BMW 635 CSi                      | ETCC  | Resoconto |
| 1987 | Gran Premio delle Vetture Turismo                         | Klaus Ludwig Klaus Niedzwiedz Pierre Dieudonné           | Ford Sierra RS Cosworth          | WTCC  | Resoconto |
| 1988 | Gran Premio delle Vetture Turismo                         | Steve Soper Klaus Ludwig Gianfranco Brancatelli          | Ford Sierra RS500 Cosworth       | ETCC  | Resoconto |
| 1989 | Gran Premio delle Vetture Turismo - Gara 1                | Klaus Ludwig                                             | Mercedes-Benz 190E 2.5-16 Evo    | DTM   | Resoconto |
| 1989 | Gran Premio delle Vetture Turismo - Gara 2                | Klaus Ludwig                                             | Mercedes-Benz 190E 2.5-16 Evo    | DTM   | Resoconto |
| 1990 | Gran Premio delle Vetture Turismo - Gara 1                | Emanuele Pirro                                           | BMW M3 Sport Evolution           | DTM   | Resoconto |
| 1990 | Gran Premio delle Vetture Turismo - Gara 2                | Walter Röhrl                                             | Audi V8 quattro DTM              | DTM   | Resoconto |
| 1991 | Gran Premio delle Vetture Turismo - Gara 1                | Klaus Ludwig                                             | Mercedes-Benz 190E 2.5-16 Evo II | DTM   | Resoconto |
| 1991 | Gran Premio delle Vetture Turismo - Gara 2                | Klaus Ludwig                                             | Mercedes-Benz 190E 2.5-16 Evo II | DTM   | Resoconto |
| 1992 | Gran Premio delle Vetture Turismo - Gara 1                | Bernd Schneider                                          | Mercedes-Benz 190E 2.5-16 Evo II | DTM   | Resoconto |
| 1992 | Gran Premio delle Vetture Turismo - Gara 2                | Klaus Ludwig                                             | Mercedes-Benz 190E 2.5-16 Evo II | DTM   | Resoconto |
| 1993 | Gran Premio delle Vetture Turismo - Gara 1                | Nicola Larini                                            | Alfa Romeo 155 V6 TI             | DTM   | Resoconto |
| 1993 | Gran Premio delle Vetture Turismo - Gara 2                | Nicola Larini                                            | Alfa Romeo 155 V6 TI             | DTM   | Resoconto |
| 1994 | Gran Premio delle Vetture Turismo - Gara 1                | Jörg van Ommen                                           | Mercedes Classe C DTM            | DTM   | Resoconto |
| 1994 | Gran Premio delle Vetture Turismo - Gara 2                | Jörg van Ommen                                           | Mercedes Classe C DTM            | DTM   | Resoconto |
| 1995 | Gran Premio delle Vetture Turismo - Gara 1                | Bernd Schneider                                          | Mercedes Classe C DTM            | DTM   | Resoconto |
| 1995 | Gran Premio delle Vetture Turismo - Gara 2                | Bernd Schneider                                          | Mercedes Classe C DTM            | DTM   | Resoconto |
| 1996 | Gran Premio delle Vetture Turismo - Gara 1                | Alessandro Nannini                                       | Alfa Romeo 155 V6 TI             | DTM   | Resoconto |
| 1996 | Gran Premio delle Vetture Turismo - Gara 2                | Alessandro Nannini                                       | Alfa Romeo 155 V6 TI             | DTM   | Resoconto |
| 2000 | Gran Premio delle Vetture Turismo - Gara 1                | Bernd Schneider                                          | Mercedes CLK DTM                 | DTM   | Resoconto |
| 2000 | Gran Premio delle Vetture Turismo - Gara 2                | Bernd Schneider                                          | Mercedes CLK DTM                 | DTM   | Resoconto |
| 2001 | Gran Premio delle Vetture Turismo - Gara 1                | Laurent Aiello                                           | Audi TT-R                        | DTM   | Resoconto |
| 2001 | Gran Premio delle Vetture Turismo - Gara 2                | Laurent Aiello                                           | Audi TT-R                        | DTM   | Resoconto |
| 2002 | Gran Premio delle Vetture Turismo - Gara 1                | Uwe Alzen                                                | Mercedes CLK DTM                 | DTM   | Resoconto |
| 2002 | Gran Premio delle Vetture Turismo - Gara 2                | Uwe Alzen                                                | Mercedes CLK DTM                 | DTM   | Resoconto |